# رضوى الشربيني
رضوى الشربيني (30 سبتمبر 1981 -) هي إعلامية مصرية، تقدم برنامج «هي وبس» على قناة سي بي سي سفرة منذ فبراير سنة 2017.
قدمت رضوى بعض البرامج التلفزيونية منها برنامج مخصص للسيارات على قناة المحور، وبرنامجا فنيا على قناة الحياة، وبرنامج «أنا مصر» في التلفزيون المصري، بالإضافة إلى عملها في شبكة تلفزيون العرب في البرنامج الإخباري «بروباجندا تي في»، إلا أنها اكتسبت شهرة عن طريق برنامجها «هي وبس» الذي يعرض على قناة سي بي سي سفرة.

## المسيرة

### «هي وبس» والشهرة
ازدادت شهرة رضوى بعد ارتفاع نسبة مشاهدات برنامجها الحالي «هي وبس»، وتحولها إلى أحد اهتمامات مواقع التواصل الاجتماعي خصوصا في مصر، حيث تلقت آراؤها ردود فعل متباينة. يشيد بها البعض ويراها نموذجا «للمرأة المتحررة القوية» ويرى البعض أن النقد الموجه إليها هو جزء من «حملات التشهير التي طالت فتيات قررن تحدي المظاهر السلبية في المجتمع»، وفي المقابل انتقدها آخرون ووصفوها «بعدوة للرجال». وردت رضوى على ذلك بقولها أن كلامها هو رد على حالات محددة من التجارب التي تأتيها عبر الاتصالات الهاتفية، ويجب ألا يتم تفسيره كمعاداة للرجال بصفة عامة.

## حياتها الشخصية
تزوجت رضوى وأنجبت ابنتين ثم انفصلت عن زوجها، وقد ذكرت أنها لا تريد خوض علاقة جديدة لتكريس حياتها لطفلتيها. ذكرت رضوى أنها قد تعرضت لمشاكل في الحمل مما سبب تغير وزنها، واضطرارها لترك العمل كمذيعة، والعمل في شركة بترول، ولكنها عادت بعد عدة سنوات إلى تقديم البرامج بسبب عدم رضاها عن نفسها في ذلك الوقت ورغبتها في التغيير، حيث اتخذت قرارا بإنقاص وزنها واتباع نظام غذائي صحي، كما أنها داومت على الذهاب إلى الصالات الرياضية حتى تمكنت من خسارة أكثر من 30 كيلو جرام. رضوى كانت متعلقة بوالدها الراحل حسب قولها، وتعتبر أن «أهم رجل في حياة أي بنت هو أبوها».

## وصلات خارجية
- رضوى الشربيني على موقع قاعدة بيانات الأفلام العربية